# Mezinárodní letiště Si-ning Cchao-ťia-pao
Mezinárodní letiště Si-ning Cchao-ťia-pao (čínsky v českém přepisu Si-ning Cchao-ťia-pao ťi-čchang, pchin-jinem Xīníng Cáojiābǎo Jīchǎng, znaky zjednodušené 西宁曹家堡国际机场, tradiční 西寧曹家堡國際機場, IATA: XNN, ICAO: ZLXN) je mezinárodní letiště u Si-ningu, hlavního města provincie Čching-chaj v Čínské lidové republice. Leží ve vzdálenosti přibližně třiceti kilometrů východně od centra Si-ningu na území městské prefektury Chaj-tung.
Letiště bylo otevřeno v roce 1991 a v říjnu 2011 byla postavena nová, 3800 metrů dlouhá vzletová a přistávací dráha nahrazující starší.